# Don Branson
Don Branson (Rantoul, 2 juni 1920 – Ascot, 12 november 1966) was een Amerikaans Formule 1-coureur. Hij reed 2 races in deze klasse; de Indianapolis 500 van 1959 en 1960. Hij kwam in 1966 om het leven bij een crash tijdens een sprintrace in de USAC-serie in Ascot Park in Gardena, Californië, waarbij ook collega-coureur Dick Atkins om het leven kwam.